# Stora Råby landskommun
Stora Råby landskommun var en tidigare kommun i dåvarande Malmöhus län.

## Administrativ historik
Kommunen bildades i Stora Råby socken i Torna härad i Skåne när 1862 års kommunalförordningar trädde i kraft. 
Vid kommunreformen 1952 uppgick kommunen i Lunds stad som 1971 ombildades till Lunds kommun.